# Hankyoreh
Hankyoreh (Hangul: 한겨레) là một nhật báo ở Hàn Quốc. Tờ báo này được lập năm 1988 sau khi các cuộc thanh trừng khắp nơi loại bỏ các phóng viên bất đồng chính kiến, và đã được xem như một tờ báo thay thế các báo hiện hữu lúc đó vốn được xem là chịu ảnh hưởng quá mức bởi chính phủ độc tài thời điểm đó. Khi báo này mở cửa, nó tuyên bố là "tờ báo đầu tiên trên thế giới thực sự độc lập khỏi quyền lực chính trị và vốn lớn".

## Lịch sử
Tờ báo ban đầu được lập với tên gọi Hankyoreh Shinmun (Hangeul:한겨레 신문) vào ngày 15 tháng 5 năm 1988 bởi cựu phóng viên từ Dong-a Ilbo và Chosun Ilbo.Tại thời điểm đó, kiểm duyệt của chính phủ được tiến hành đối với mỗi phòng tin tức, nội dung báo gần như được Bộ văn hóa và Thông tin đọc nội dung cho báo viết, và các báo gần có các bài giống nhau trên mỗi trang. Hankyoreh dự định cung cấp một thay thế chủ nghĩa dân tộc, độc lập và tả khuynh cho các báo các báo theo xu thế chủ đạo được xem là thân kinh doanh, thân Mỹ một cách mù quáng, và chống lại thống nhất quốc gia. Để nhấn mạnh tinh thần ái quốc của nó và phá bỏ truyền thống, tờ Hankyoreh trở thành tờ nhật báo đầu tiên hoàn toàn từ bỏ sử dụng hanja và chỉ dùng hangul; tờ báo này chỉ sử dụng hạn chế chữ cái Latin và hạn chế sử dụng từ vay mượn. Nó cũng là tờ báo đầu tiên ở Triều Tiên in hàng chữ theo chiều ngang thay vì chiều dọc.